# Балет
Балèтът е сценично изкуство, създадено на основата на драматургията, музиката, пантомимата, сценографията и хореографията, в което основно изразно средство е танцът. В балета се различават класически танц и характерен танц. Основен е действеният танц със или без дивертисмент. В балета се включват ритмопластическият танц, свободната пластика, танцът „модерн“ и джаз-балетът. Жанровете се определят предимно от музикалните и литературните жанрове.
Драматургична основа на балета е либретото. Музиката определя характера му. Даден балетен епизод или отделно негово действие завършва с общ танц, наречен бала̀биле.
В края на ХIX и началото на ХХ в. възникват и форми, които не се основават на либрето и нямат сюжет, а целта им е да развият определена стилистика и да доставят естетично преживяване на публиката.
Във всеки танц има история, която е представена по интересен и красив начин в класическия балет.
Има два вида балетни обувки-палци и туфли. Използват се различни костюми, но най-известните са пачки и шопенки.

## Видове балет
- Балет-трагедия и балет-комедия
- В зависимост от драматичното или музикалното начало – балет-пиеса и балет-симфония
- Сюжетен и безсюжетен балет
- Едноактен и многоактен балет
- Балет-интермедия, хореографска миниатюра
- Класически и модерен балет.

Класическият балет е създаден на основата на класически танци. Модерният балет (нарича се още съвременен балет) е форма на танц, който обединява елементи от класическия балет и от модерния танц. Счита се, че основите на съвременния балет са поставени от Джордж Баланчин (Георгий Мелитонович Баланчивадзе) – американски балетмайстор и хореограф от грузински произход.

## История на балета
Европейският балет възниква през Ренесанса под влиянието на балните и народните танци. Корените на балета са в италианския Ренесанс, при сложни сватби на аристократи. Танцьорите са изпълнявали редовни танцови стъпки в двореца, за да забавляват гостите на сватбата. Гостите са поканени да се присъединят. Танците, които са подобие на балет, не са театрално представление, а костюмите са съвсем различни. Вместо пухкави костюми, трикотажни обувки, чорапогащи и чорапи за обувки, танцьорите са носели дълги официални дрехи, които са стандартно облекло в обществото. За пръв балетен спектакъл с единен сюжет се смята придворното зрелище „Комедиен балет на кралицата“ (Le Ballet Comique de la Reine) или „Цирцея“, поставено на 15.10.1581 г. във френския кралски двор от италианския цигулар Балтазарини, „главен интендант на музиката“. Френската кралица-майка Катерина Медичи организира спектакъла, за да отпразнува сватбата на сестра си, и лично участва в него заедно с краля. Балетът е сложен, скъп и продължителен. Изпълнява се в бална зала в съседство с двореца Лувър в Париж. Представлението започна в 22 ч. и продължава над пет часа, до 3:30 ч. Присъстват около 10 000 гости.
Важен етап в развитието на балета е откриването на Кралската академия на танца в Париж през 1661 г. Значителен принос за развитието на западноевропейския балет имат Жан-Жорж Новер, Филип Тальони, Мария Тальони, Жул Перо, Август Бурнонвил, Фани Елслер, Жан Корали, Люсил Гран. В Русия балетът навлиза през втората половина на 17 век и се развива през 19-20 век. Изключителна роля в създаването на руската балетна школа изиграват Шарл-Луи Дидло, Мариус Петипа, Лев Иванов, Анна Павлова, Михаил Фокин, Сергей Дягилев и др. Балетът във Великобритания (Кралска опера и балет) и САЩ се развива през 20 век. По-известни имена в развитието на съвременния балет са Айседора Дънкан, Джордж Баланчин, Марта Греъм, Морис Бежар, Фредерик Аштън, Вацлав Нижински и др.

## История на българския балет
Началото на професионалното балетно изкуство в България се поставя на 22 февруари 1928 г. с премиерата на „Копелия“ в хореографията на Анастас Петров. Първият български национален спектакъл е „Змей и Яна“ от Христо Манолов с хореограф Анастас Петров (1937 г.). Следват „Нестинарка“ от маестро Марин Големинов, хореограф Мария Димова (1942 г.), „Приказка“, „Герман“ и „Тракия“ (1943 г.). Периодично се организират национални и международни балетни конкурси, най-престижният от които е варненският.

## Известни балети
Едни от най-известните балети са:
| Балет                      | Премиера  | Композитор                | Хореограф                                                                   |
| -------------------------- | --------- | ------------------------- | --------------------------------------------------------------------------- |
| Зле опазеното момиче       | 1789,1828 | Жан Добервал, Луи Херолд  | Жан Добервал, Жан Пиер Омер                                                 |
| Силфида                    | 1832      | Жан Шнайцхофер            | Филип Тальони                                                               |
| Жизел                      | 1841 г.   | Адолф Адам                | Жан Корали, Жул Перо                                                        |
| Есмералда                  | 1844      | Цезар Пуни                | Жул Перо                                                                    |
| Корсар                     | 1856      | Адолф Адам                | Жозеф Мазилие                                                               |
| Дон Кихот                  | 1869 г.   | Лудвиг Минкус             | Мариус Петипа                                                               |
| Копелия                    | 1870      | Лео Делиб                 | Артур Сен Леон                                                              |
| Силвия                     | 1876      | Лео Делиб                 | Луи Мерант                                                                  |
| Лебедово езеро             | 1877 г.   | Пьотър Чайковски          | Мариус Петипа, Лев Иванов, Рикардо Дриго                                    |
| Баяденка                   | 1877      | Лудвиг Минкус             | Мариус Петипа                                                               |
| Куклената фея              | 1888      | Йозеф Байер               | Йозеф Хасрайтер                                                             |
| Талисман                   | 1889      | Рикардо Дриго             | Мариус Петипа                                                               |
| Спящата красавица          | 1890 г.   | Пьотър Илич Чайковски     | Мариус Петипа                                                               |
| Лешникотрошачката          | 1892 г.   | Пьотър Илич Чайковски     | Лев Иванов                                                                  |
| Раймонда                   | 1898      | Александър Глазунов       | Мариус Петипа                                                               |
| Ромео и Жулиета            | 1938 г.   | Сергей Прокофиев          | Леонид Лавровски                                                            |
| Пепеляшка                  | 1945 г.   | Сергей Прокофиев          | Ростислав Захаров                                                           |
| Кармен-сюита               | 1967 г.   | Жорж Бизе, Родион Шчедрин | Алберто Алонсо                                                              |
| Шехеразада                 | 1910 г.   | Николай Римски-Корсаков   | Михаил Фокин                                                                |
| Сън в лятна нощ            | 1962 г.   | Феликс Менделсон          | Фредерик Ащън                                                               |
| Жар-птица                  | 1910      | Игор Стравински           | Михаил Фокин                                                                |
| Петрушка                   | 1911      | Игор Стравински           | Михаил Фокин                                                                |
| Пролетно тайнство          | 1913 г.   | Игор Стравински           | Вацлав Нижински                                                             |
| Пулчинела                  | 1920      | Игор Стравински           | Леонид Мясин                                                                |
| Аполон и музите            | 1928      | Игор Стравински           | Адолф Болм                                                                  |
| Целувката на феята         | 1928      | Игор Стравински           | Бронислава Нижинска                                                         |
| Игра на карти              | 1937      | Игор Стравински           | Джордж Баланчин                                                             |
| Орфей                      | 1948      | Игор Стравински           | Джордж Баланчин                                                             |
| Агон                       | 1957      | Игор Стравински           | Джордж Баланчин                                                             |
| Гаяне                      | 1942      | Арам Хачатурян            | Нина Анисимова                                                              |
| Спартак                    | 1956 г.   | Арам Хачатурян            | Леонид Якобсон (1956 г.), Игор Моисеев (1958 г.), Юрий Григорович (1968 г.) |
| Дафнис и Хлое              | 1912      | Морис Равел               | Михаил Фокин                                                                |
| Валс                       | 1929      | Морис Равел               | Бранислава Жижинска                                                         |
| Болеро                     | 1928 г.   | Морис Равел               | Бронислава Нижинска (1928 г.), Морис Бежар (1961 г.)                        |
| Дървеният принц            | 1917      | Бела Барток               | Ото Зьобиш, Еде Брада                                                       |
| Чудесният мандарин         | 1926      | Бела Барток               | Ханс Щробах                                                                 |
| Парижката Света Богородица | 1965      | Морис Жар                 | Ролан Пти                                                                   |
| Зорба гъркът               | 1988 г.   | Микис Теодоракис          | Лорка Масине                                                                |

Български балети:
| Балет                    | Премиера | Композитор          | Хореограф                 |
| ------------------------ | -------- | ------------------- | ------------------------- |
| Змей и Яна               | 1937 г.  | Христо Манолов      | Анастас Петров            |
| Нестинарка               | 1942     | Марин Големинов     | Мария Димова              |
| Легенда за езерото       | 1946 г.  | Панчо Владигеров    | Нина Анисимова            |
| Хайдушка песен           | 1953     | Александър Райчев   | Николай Холфин            |
| Кърджалии                | 1959     | Иван Димов          | Теодорина Стойчева        |
| Орфей и Родопа           | 1960     | Цветан Цветанов     | Анастас Петров            |
| Сребърните пантофки      | 1962     | Парашкев Хаджиев    | Галина и Стефан Йорданови |
| Мадарският конник        | 1964     | Димитър Сагаев      | Иржи Немечек              |
| Швейк отива на война     | 1964     | Найден Геров        | Галина и Стефан Йорданови |
| Светлината залива всичко | 1967     | Боян Икономов       | Петър Луканов             |
| Папеса Йоана             | 1969     | Веселин Стоянов     | Витолд Борковски          |
| Панаир в София           | 1969     | Жул Леви            | Богдан Ковачев            |
| Дъщерята на Калояна      | 1973     | Марин Големинов     | Петър Луканов             |
| Изворът на Белоногата    | 1978     | Александър Райчев   | Богдан Ковачев            |
| Вълшебствата на Тотобан  | 1982     | Георги Костов       | Джанкарло Вантаджио       |
| Козият рог               | 1983     | Красимир Кюркчийски | Петър Луканов             |
| Сянката                  | 1984     | Александър Текелиев | Маргарита Арнаудова       |
| Парижка Балада           | 1985     | Петър Ступел        | Асен Гаврилов             |
| Юранд                    | 1986     | Александър Йосифов  | Густав Клауцнер           |